# یان سیمونس
یان سیمونس (هلندی: Jan Siemons؛ زادهٔ ۲۶ مهٔ ۱۹۶۴) دوچرخه‌سوار اهل هلند است.